# Slider (moto)

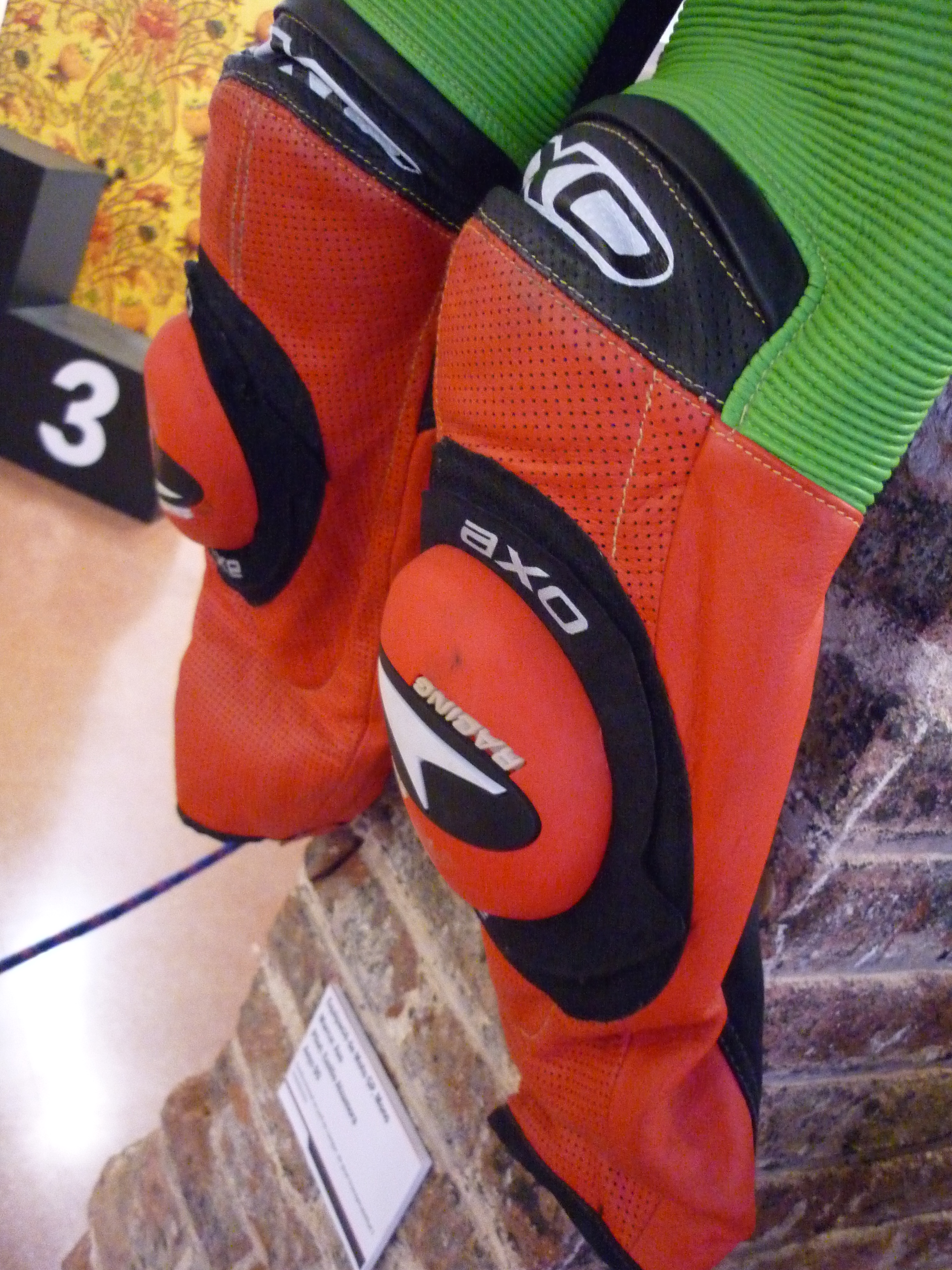
Sliders sur une combinaison de course (genoux).

Un slider (traduisible par le terme « glisseur ») est une protection aux genoux et aux coudes placée sur les combinaisons destinées à la conduite moto sur piste.
Ces protections permettent au pilote de toucher le sol avec ses genoux (et, depuis quelque temps et dans les cas extrêmes, avec les coudes, notamment en MotoGP) à titre de repère d'angle. De plus, ceci apporte au pilote un appui supplémentaire.
On trouve aussi des sliders au niveau de épaules pour assurer une protection en cas de chute.

## Galerie

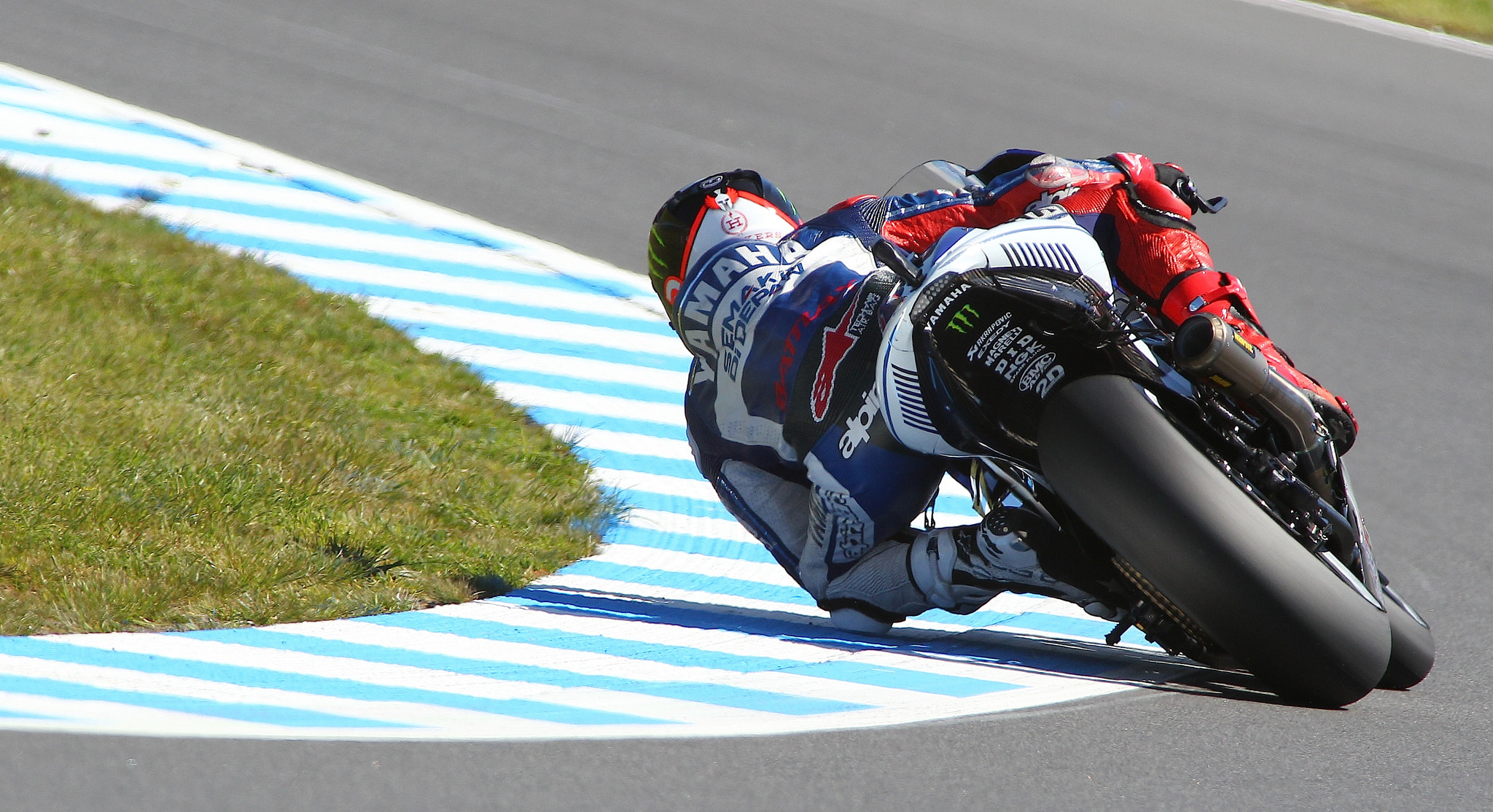
Jorge Lorenzo sur les sliders à Phillip Island (2013).
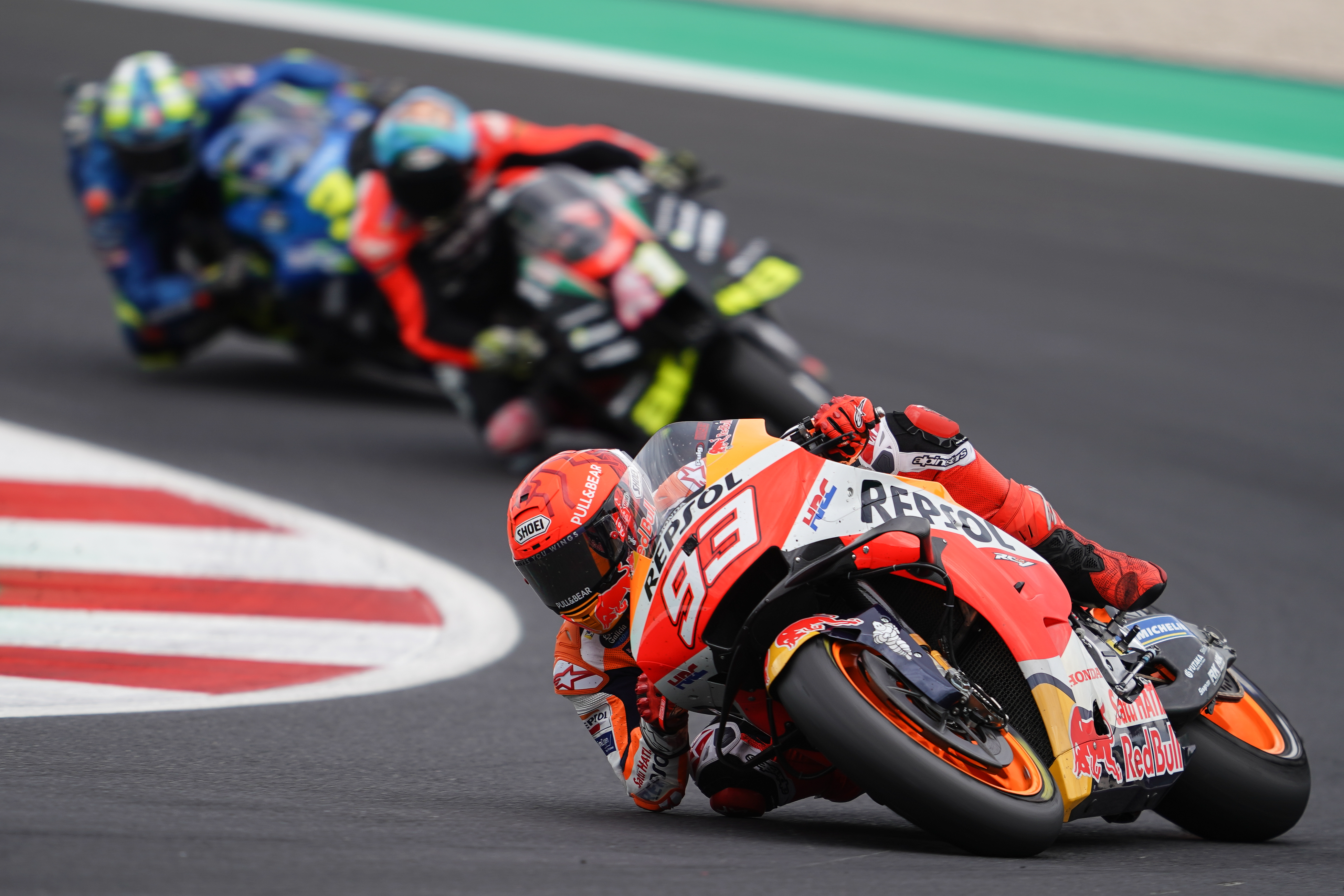
Marc Márquez touche le coude (Misano, 2021).
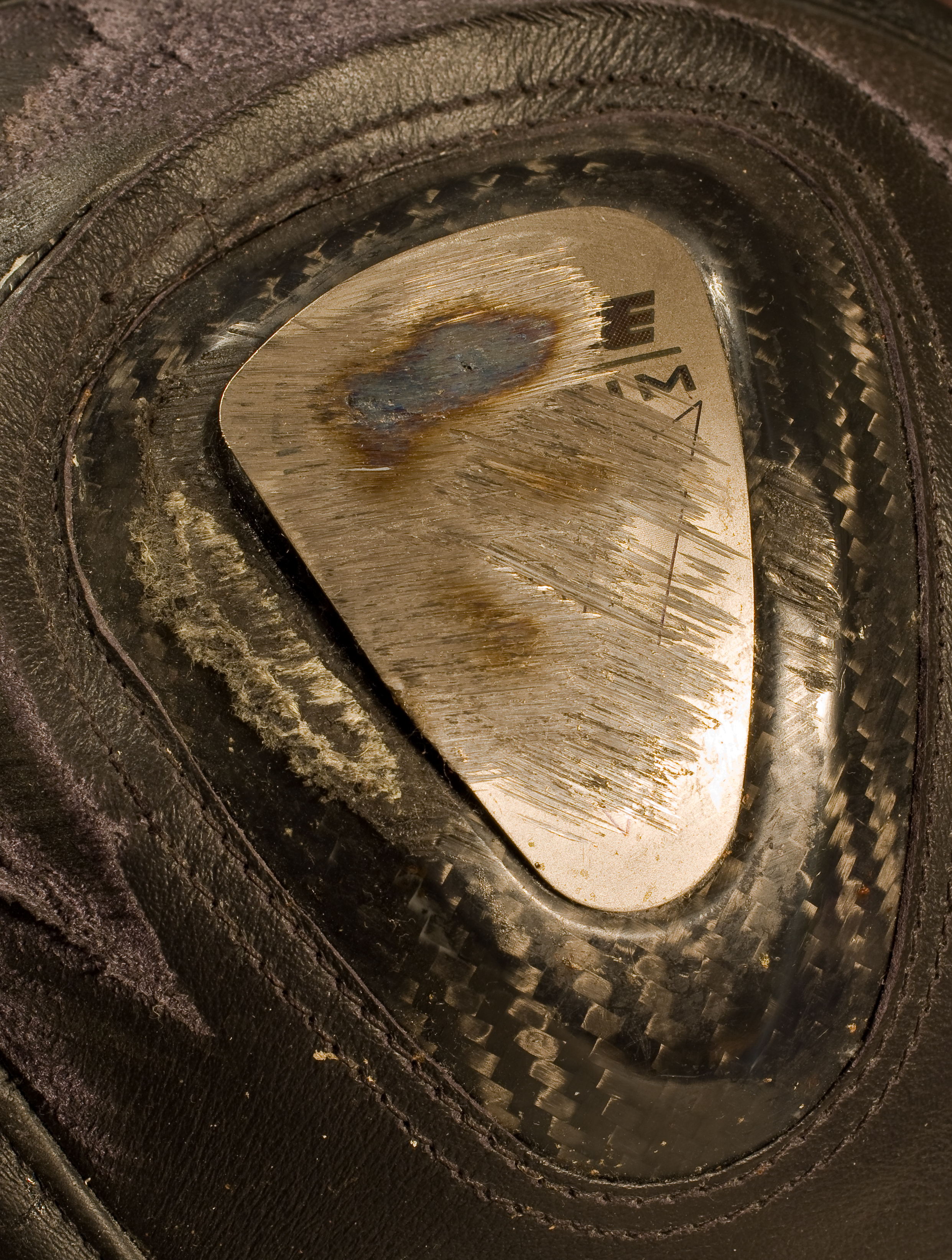
Slider d'épaule, après une chute.